# Trifolium vestitum
Trifolium vestitum är en ärtväxtart som beskrevs av David Heller och Michael Zohary. Trifolium vestitum ingår i släktet klövrar, och familjen ärtväxter. Inga underarter finns listade i Catalogue of Life.